# Англо-американское масонство
Англо-американское масонство (также себя обозначает, как Регулярное масонство) — этот термин используется для описания широкой сети взаимно признаваемых великих лож, которые (по большей части) ведут своё происхождение от одной из изначальных британских великих лож (Первой великой ложи Англии, Древней великой ложи Англии, Великой ложи Шотландии и Великой ложи Ирландии), с взаимного признания на основе соблюдения определенных основных принципов, правил и требований к членству.

## Ветви масонства
Масонство состоит из двух ветвей:
- Англо-американское, или регулярное масонство.
- Континентальное, или либеральное масонство.

Большинство масонских юрисдикций по всему миру следуют Англо-американскому стилю (Объединенная великая ложа Англии причисляет 194 великие ложи к регулярным; Великая ложа штата Нью-Йорк перечисляет 202, которые она считает регулярными, в то время как головная организация либерального масонства, CLIPSAS, перечисляет 72 великие ложи. Англо-американский стиль особенно доминирует в США, и странах, которые входили в состав Британской империи. Англо-американская ветвь имеет несколько примечательных ответвлений, в первую очередь Масонство Принса Холла (наследие прошлого и расовой сегрегации в США). Шведский устав, который предназначен исключительно для людей исповедующих христианскую веру, имеет значительное присутствие в Скандинавских странах. Хотя это ответвление и признается ОВЛА, лучше всего его рассматривать как отдельный масонский орден.
Континентальное масонство широко представлено во Франции, Бельгии, Италии, имеет присутствие в ряде европейских стран и в ряде стран Латинской Америки.
Есть три основных параметра, которые разделяют регулярное и либеральное масонство:
| Название           | Англо-американское                                                                                       | Либеральное |
| ------------------ | --- | --- |
| Вера в ВАВ         | Требует от своих членов обязательность веры в ВАВ в качестве условия для членства.                       | Не требует от своих членов обязательной веры в ВАВ, считает вопрос религиозных убеждений личным делом.                    |
| Членство женщин    | Не допускает женщин в качестве членов регулярных масонских лож.                                          | Открыто для членства женщин в смешанных или чисто женских ложах.                                                          |
| Участие в политике | Строгий запрет на обсуждение политики в ложе, и отказ великих лож от комментариев политической ситуации. | Позволяет дискуссии на политические темы. Великий восток Франции иногда выступает с заявлениями по политическим вопросам. |